# Pieter Quinton
Pieter Quinton, född den 11 februari 1998 i Evanston, Illinois, är en amerikansk roddare.

## Karriär
Vid olympiska sommarspelen 2024 i Paris ingick Pieter Quinton i det amerikanska lag som tog brons i åtta med styrman.